# Hippocampus kuda
O cavalo-marinho-de-singapura (Hippocampus kuda), é uma espécie de peixe da família Syngnathidae, mesma família que inclui os peixes-cachimbo, cavalos-marinho e dragões-marinho. É uma espécie muito delicada e frágil, por tanto, é proibido de ser tocado durante um mergulho. Seu principal habitat são pradarias de algas subtidais, mas também podem ser encontrados se camuflando entre corais e gorgônias (leques-do-mar) em recifes e eventualmente em manguezais de água salobra.
A espécie foi descrita pelo ictiólogo e médico holandês Pieter Bleeker, em 1852, com os primeiros exemplares sendo coletados na costa de Singapura, no sudeste asiático, tanto que seu nome comum vêm de sua localidade tipo, mas também é muitas vezes chamado de cavalo-marinho-de-bleeker, por conta de seu historiador.
A espécie é nativa do Indo-Pacífico, podendo ser encontrado na costa de Singapura para o arquipélago Indo-Malaio para a Austrália e sul do Japão, incluindo a região da Polinésia e Nova Caledônia.